# دشمن‌زیاری (بیضا)
دشمن‌زیاری، روستایی در دهستان هفت خان بخش بانش شهرستان بیضا در استان فارس ایران است. این روستا، مرکز دهستان هفت خان است.

## جمعیت
بر پایه سرشماری عمومی نفوس و مسکن در سال ۱۳۹۵، جمعیت این روستا برابر با ۱٬۷۷۷ نفر (۵۰۱ خانوار) بوده است.